# Y Bala

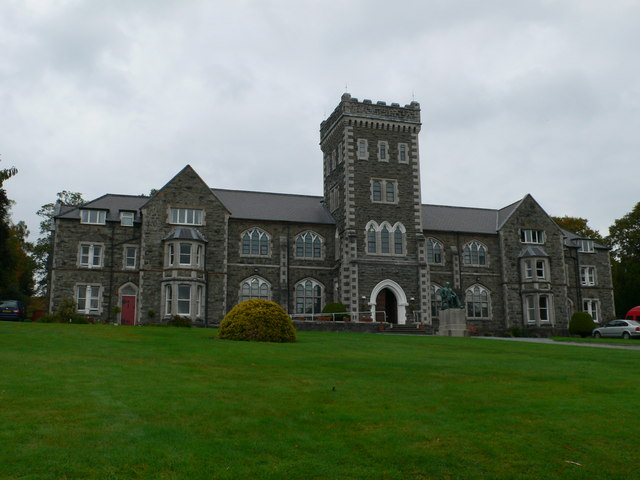
Coleg y Bala

Y Bala (en anglès: Bala) és un poble mercat i una comunitat del comtat gal·lès de Gwynedd. El poblat va ser originalment un districte urbà i forma part del districte històric de Merionethshire. Es troba al nord del llac Bala (Llyn Tegid), 27 km al nord-est de Dolgellau, i té una població de 1.974 habitants segons les dades del cens de 2011. Y Bala compta amb un carrer ample principal, Stryd Fawr (lit. "Gran Carrer"), el qual sol ser ser molt visitat pels turistes durant els mesos d'estiu.
D'acord amb les dades del cens de 2011, Y Bala tenia el vigéssim percentatge més alt de parlants de gal·lès del país per circumscripció electoral. Segons les dades d'aquell any, el 78,5% de la població d'Y Bala podia parlar gal·lès.

## Etimologia
La paraula galesa bala es refereix a un «vessament d'un llac».